# Pueblo zambal
Los zambales (Sambal en zambal, ilocano y filipino) son una etnia austronesia que se originó en los montes Zambales en Filipinas. Viven primeramente en las provincias de Palawan, Pangasinán y Zambales, y muchos trabajan en Gran Manila.
Históricamente han hablado el zambal. Sin embargo, la socialización extensiva en Zambales con inmigrantes de otras partes del país ha resultado en una población más o menos trilingüe hoy en día, también hablando el ilocano y el filipino.